# Cerro Guazú
El cerro Guazú, o Jasuka Venda, es un monte que forma parte de la cordillera del Amambay, en el territorio del Paraguay, y que tiene una importancia muy particular para los indígenas de la región, que lo identifican como el lugar de origen de la creación. 
Con una elevación de entre 241 m y 728 m es uno de los más elevaciones del país, aunque algunas referencias indican una altura menor.

## Importancia arqueológica y cultural
Para los Paí tavyterá, quienes le dan el nombre de «Jasuka Venda», el Cerro Guazú es el lugar donde se inició la creación del mundo. El etnónimo Paí Tavyterá significa «habitantes del pueblo de centro del mundo» haciendo referencia a este sitio.
En el lugar, se pueden encontrar numerosas muestras de arte rupestre, cuyo origen y datación han sido poco estudiados.
Las comunidades de le etnia Paï Tavyterã se encuentran asentadas en el extremo norte de la Región Oriental del Paraguay, departamentos de Amambay y Concepción. Esta población indígena se caracteriza por ser guardianes de las quebradas de las sierras de Amambay y Mbaracayú y tienen su territorio tradicional claramente marcado por los siguientes cerros: Margarita en la costa del río Apa (Brasil), cerro Akângue, Itajeguaka (Tranquerita), Jarigua'a (cerro Memby) cerro Puka, cerro Ka'inambi, Yvytymirî al sur en la intercepción de las serranías de Amambay con Mbaracayú en un espacio aproximado de 20.000 km². El cerro Guazú, junto con el cerro Kuatia, conforman los dos puntos centrales de esta región.

## Información morfológica
El cerro Guazú constituye una amplia área oval de aproximadamente 10 km de extensión de norte a sur y 8 km de este a oeste. La morfología radial de las distintas y valles es el rasgo más característico de este cerro. Una depresión distinta ocurre en el centro del complejo y se define por un borde arqueado sobre la elevación de 650 metros. La depresión central se rompe al este por una corriente de drenaje incisa, de fractura controlada. Una meseta de menor altitud (450 m) se extiende desde el complejo hacia el este .